# Diplomitoporus incisus
Diplomitoporus incisus är en svampart som beskrevs av Ryvarden 2000. Diplomitoporus incisus ingår i släktet Diplomitoporus och familjen Polyporaceae.   Inga underarter finns listade.